# 아이 엠 우먼
《아이 엠 우먼》(영어: I Am Woman)은 2019년 개봉한 오스트레일리아의 드라마 영화로, 가수 헬렌 레디의 전기 영화이다. 은주 문 감독이 연출했고, 틸다 코범허비가 헬렌 레디를 연기했다.
2019년 9월 토론토 국제 영화제에서 처음 공개되었고 이듬해 8월 28일 오스트레일리아에 개봉했다.

## 출연진
- 틸다 코범허비 - 헬렌 레디 역
- 에번 피터스 - 제프 월드 역
- 대니엘 맥도널드 - 릴리언 록슨 역
- 몰리 브로드스톡 - 트레이시 역
  - 코코 그린스톤 - 어린 트레이시 역
- 크리스 파넬 - 아티 모걸 역
- 조던 래스코폴로스 - 조지 실비아 역
- 매티 카다로플 - 로이 메이어 역
- 리엄 더글러스 - 조던 역
- 첼시 컬렌 - 헬렌 레디 노래 역